# Швеция на «Евровидении-1960»
Швеция приняла участие в Евровидении 1960, проходившем в Лондоне, Великобритания. Её представила Сив Мальмквист с песней «Alla andra får varann», выступившая под номером 2. В этом году страна получила 4 очка, разделив десятое и одиннадцатое места вместе с Данией, получившей такое же количество баллов. Комментатором конкурса от Швеции в этом году стал Ян Габриэллсон, а глашатаем — Тэг Даниеллсон.

## Национальный отбор
Национальный отбор в Швеции проходит в формате фестиваля Melodifestivalen

### Полуфинал[3]
| Номер | Артист            | Песня                   | Место |
| ----- | ----------------- | ----------------------- | ----- |
| 1     | Ингер Берггрен    | «Underbar, så underbar» | Финал |
| 2     | Östen Warnerbring | «Alla andra får varann» | Финал |
| 3     | Бритт Дамберг     | «Nancy Nancy»           | Финал |
| 4     | Tommy Jacobsson   | «Vårens första flicka»  | —     |
| 5     | Мона Грейн        | «Alexander»             | Финал |
| 6     | Bertil Englund    | «Flicka med positiv»    | —     |
| 7     | Лилль-Бабс        | «En kyss, en kyss»      | —     |
| 8     | Ларс Лонндаль     | «Res med mig»           | —     |

Полуфинал прошёл 28 декабря 1959 года. По итогу полуфинала в финал прошло 4 песни. Полуфинал проходил закрыто, без трансляции на радио и ТВ.

### Финал[4]
| Номер | Артист 1          | Артист 2          | Песня                   | Баллы | Место |
| ----- | ----------------- | ----------------- | ----------------------- | ----- | ----- |
| 1     | Ингер Берггрен    | Östen Warnerbring | «Underbar, så underbar» | 76    | 2-е   |
| 2     | Бритт Дамберг     | Мона Грейн        | «Nancy Nancy»           | 56    | 4-е   |
| 3     | Östen Warnerbring | Ингер Берггрен    | «Alla andra får varann» | 85    | 1-е   |
| 4     | Мона Грейн        | Бритт Дамберг     | «Alexander»             | 67    | 3-е   |

Финал национального отбора состоялся 2 февраля 1960 года в Cirkus в Стокгольме, в качестве ведущей была Jeannette von Heidenstam. Каждая из песен была исполнена дважды, сперва с большим оркестром (артист 1), затем — с маленьким (артист 2). Четверо судей выбирали только песню, так как Сив Мальмквист уже выбрали в качестве исполнительницы ещё на предыдущем отборе, но она не смогла выступить. По итогам голосования победу одержала песня «Alla andra får varann». Финал транслировался на SVT1 и на Sveriges Radio P1.

## Страны, отдавшие баллы Швеции
Каждая страна имела жюри в количестве 10 человек, каждый человек мог отдать очко понравившейся песне.
| Отдали Швеции… | Отдали Швеции…    |
| 2 балла        | 1 балл            |
| -------------- | ----------------- |
| Франция        | Нидерланды Италия |

## Страны, получившие баллы от Швеции
| 4 балла | Бельгия, Франция         |
| 1 балл  | Великобритания, Германия |